# Període d'Amarna

L'Orient Mitjà a l'època d'Amarna

El període d'Amarna és un període històric egipci que rep el seu nom per la moderna ciutat d'Amarna (Tell al-Amarna), que fou l'egípcia Akhet-Aten («Horitzó d'Aton»), la qual fou la capital d'Egipte durant el període. L'època engloba els regnats dels faraons Akhenaton (o Akhenaten) i Semenkhare (dinastia XVIII), a l'acabament de l'edat del bronze, aproximadament entre el 1350 i el 1330 aC. A vegades s'inclou en el període el regnat del faraó Amenofis III (Amenhotep III), pare i predecessor d'Amenofis IV, i el dels seus successors Neferneferuatón, Tutankamon, Ay i Horemheb, l'últim faraó de la dinastia, és a dir, el període que va aproximadament del 1388 fins al 1292 aC. És una època de grans canvis i complexes relacions internacionals.
El faraó Akhenaton fou proclamat sobirà amb el nom de naixement d'Amenhotep o Amenofis IV, però al sisè any de regnat el va canviar per Akhenaten, iniciant un canvi radical polític, religiós i artístic. Va fundar llavors una nova capital dedicada a l'adoració del déu-sol Aten o Aton, Akhetaton, i una política religiosa de monolatrisme, possiblement per recuperar el poder que ocupaven els sacerdots Amon a Karnak (Tebes).
A nivell artístic, l'època d'Amarna representa un gran canvi, especialment en les arts plàstiques.